# Campionati europei di nuoto 2014
La XXXII edizione dei Campionati europei di nuoto si è svolta a Berlino dal 13 al 24 agosto 2014.
Dopo le edizioni indipendenti del 2012, in questa edizione sono tornate insieme le discipline del nuoto di corsia, del nuoto di fondo, del nuoto sincronizzato e dei tuffi.

## Discipline
In questa edizione degli europei sono state disputate 64 gare. Sono state introdotte per la prima volta le staffette miste (due atleti maschi e due femmine).
| Disciplina          | Masc. | Femm. | Miste | Tot. |
| ------------------- | ----- | ----- | ----- | ---- |
| Nuoto               | 20    | 20    | 2     | 42   |
| Nuoto di fondo      | 3     | 3     | 1     | 7    |
| Nuoto sincronizzato | -     | 4     | -     | 4    |
| Tuffi               | 5     | 5     | 1     | 11   |
| Totale              | 28    | 32    | 4     | 64   |

## Calendario
| ● | Cerimonia di apertura | ● | Competizioni | ● | Finali | ● | Cerimonia di chiusura |

|                     | Agosto 2014 |    |    |    |    |    |    |    |    |    |    |    |    |
| Sport               | 13          | 14 | 15 | 16 | 17 | 18 | 19 | 20 | 21 | 22 | 23 | 24 | T  |
| Cerimonie           | ●           |    |    |    |    |    |    |    |    |    |    | ●  |    |
| Nuoto               |             |    |    |    |    | 4  | 6  | 5  | 7  | 5  | 7  | 8  | 42 |
| Nuoto di fondo      | 2           | 2  |    | 1  | 2  |    |    |    |    |    |    |    | 7  |
| Nuoto sincronizzato | ●           | ●  | ●  | 2  | 2  |    |    |    |    |    |    |    | 4  |
| Tuffi               |             |    |    |    |    | 1  | 2  | 2  | 1  | 2  | 2  | 1  | 11 |
| Finali              | 2           | 2  | 0  | 3  | 4  | 5  | 8  | 7  | 8  | 7  | 9  | 9  | 64 |

## Medagliere
| Pos.   | Paese         | Oro | Argento | Bronzo | Totale |
| ------ | ------------- | --- | ------- | ------ | ------ |
| 1      | Gran Bretagna | 11  | 8       | 8      | 27     |
| 2      | Russia        | 9   | 7       | 3      | 19     |
| 3      | Italia        | 8   | 3       | 12     | 23     |
| 4      | Germania      | 6   | 8       | 8      | 22     |
| 5      | Danimarca     | 6   | 1       | 2      | 9      |
| 6      | Ungheria      | 5   | 6       | 6      | 17     |
| 7      | Francia       | 5   | 4       | 3      | 12     |
| 8      | Svezia        | 3   | 6       | 1      | 10     |
| 9      | Spagna        | 3   | 5       | 5      | 13     |
| 10     | Paesi Bassi   | 3   | 5       | 2      | 10     |
| 11     | Polonia       | 2   | 1       | 1      | 4      |
| 12     | Serbia        | 2   | 0       | 0      | 2      |
| 13     | Ucraina       | 1   | 3       | 7      | 11     |
| 14     | Lituania      | 1   | 1       | 2      | 4      |
| 15     | Bielorussia   | 1   | 1       | 1      | 3      |
| 16     | Fær Øer       | 0   | 2       | 0      | 2      |
| 17     | Grecia        | 0   | 1       | 0      | 1      |
| 18     | Austria       | 0   | 0       | 1      | 1      |
| 18     | Belgio        | 0   | 0       | 1      | 1      |
| 18     | Finlandia     | 0   | 0       | 1      | 1      |
| 18     | Slovenia      | 0   | 0       | 1      | 1      |
| Totale | Totale        | 66  | 62      | 65     | 193    |